# Дора Вентер
Мелінда Ґал (угор. Melinda Gál); нар. 1 жовтня 1976 року), відома як До́ра Ве́нтер (англ. Dora Venter) — угорська порноакторка. 
Народилася 1 жовтня 1976 в одному із сіл на півночі Угорщини. У порнофільмах дебютувала в 2000 році, знімалась для Private і Marc Dorcel. На її честь студією Private був знятий фільм «Особисте життя Дори Вентер» (The Private Life of Dora Venter). Відома участю в жорстких сценах анального, орального, групового сексу, подвійного проникнення.

## Нагороди
- 2004 Barcelona Erotic Film Festival — найкраща акторка другого плану за фільм La Memoria de los peces[3]
- 2007 AVN Awards Best Sex Scene in a Foreign Shot Production (Meilleure scène de sexe dans une production filmée étrangère)[4].